# Tuxás
Os tuxás são um grupo indígena que vive próximo ao submédio rio São Francisco, mais precisamente nos limites dos municípios brasileiros de Ibotirama (Área Indígena Ibotirama) e do município de Rodelas (Áreas Indígenas Rodelas e Nova Rodelas), ambos no estado da Bahia, e à margem direita do rio Moxotó, junto aos limites do município pernambucano de Inajá, desta vez na Terra Indígena Fazenda Funil.